# Sociedad de Beneficencia de Naturales de Cataluña

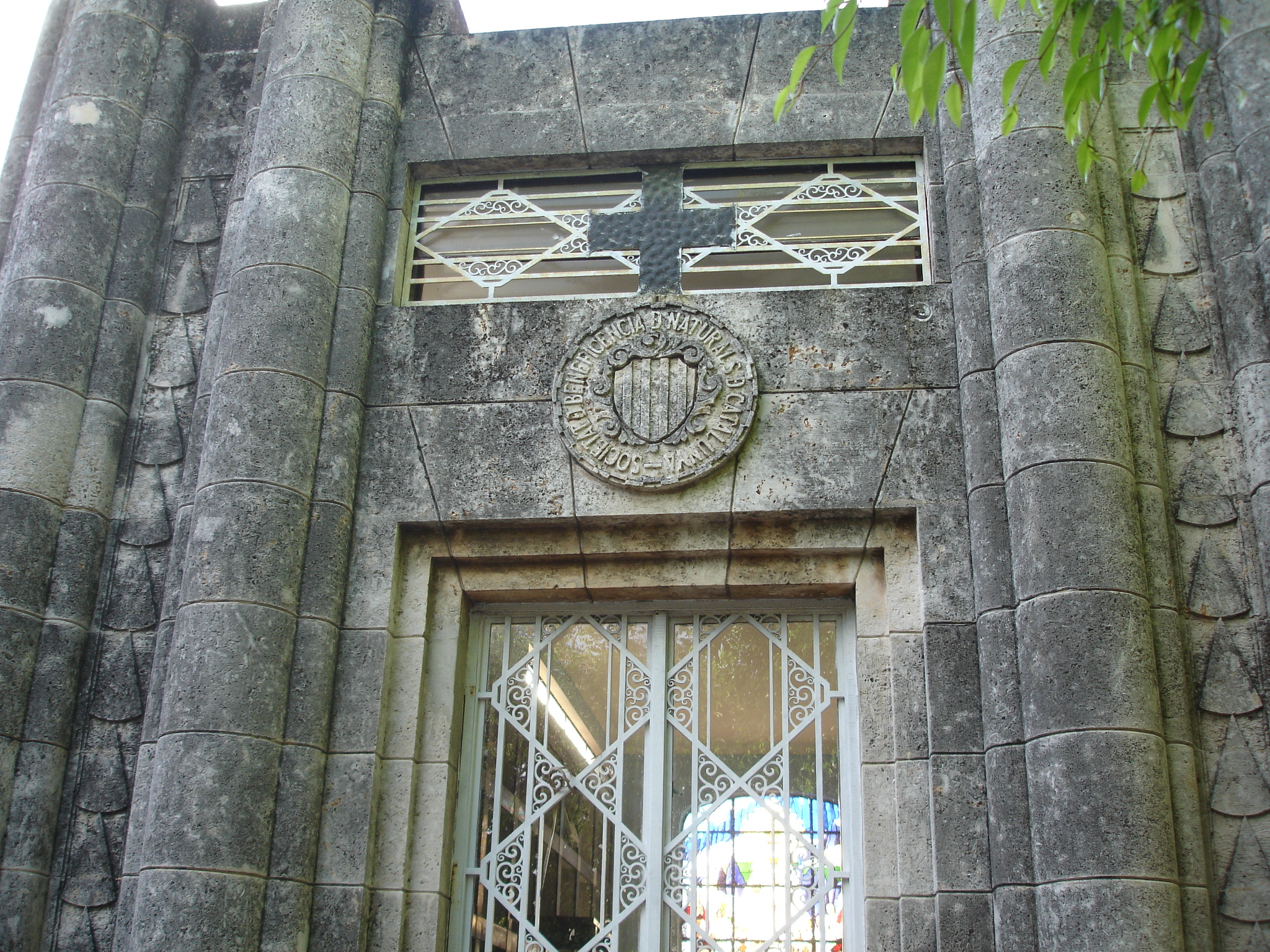
Panteón de la Sociedad de Beneficencia de los Naturales de Cataluña en el Cementerio de Colón de La Habana

Sociedad de Beneficencia de los Naturales de Cataluña (SBNC), también conocida como el Casal Catalán o Beneficencia Catalana, es la sociedad de beneficencia más antigua fundada en La Habana, Cuba, en 1840, para ayudar a los emigrados catalanes que empezaron a ser numerosos desde la independencia de Cuba el año 1900. 
Después de la función asistencial que le dio origen, la Beneficencia Catalana incorporó actividades culturales y festivas. Con más de 1.400 socios, promueve diferentes actividades relacionadas con Cataluña como habaneras, celebración de Sant Jordi, esbart dansaire, puntaires, lectura de poesía, proyecciones de películas, etc. Aunque su principal actividad es la de dar soporte económico a sus socios.
Otro de sus objetivos es el mantenimiento de la ermita de Montserrate, iglesia que debía ubicarse originalmente en la plaza de la Revolución durante los últimos años del gobierno de Fulgencio Batista pero que finalmente fue construida, a finales de los 1950, en una finca cerca del aeropuerto de La Habana. Es una réplica de la iglesia de S'Agaró, en Castillo de Aro, y alberga una copia de la Virgen de Montserrat.
Con más de 170 años de historia, dispone de  un legado documental económico y social de los emigrantes catalanes en Cuba y ha recibido galardones del Instituto de Estudios Catalanes, de la Generalidad de Cataluña y la Cruz de Sant Jordi el 1993.

## Lista de presidentes
Presidentes de la Societad de Beneficencia de Naturales de Cataluña desde 1841:
- Francesc Ventosa Soler (1841-1842)[10]
- Pau Samà y Parés (1844-1845)[11]
- Francesc Ventosa Soler (1847-1848)[10]
- Francesc Martí y Torrents (1851-1852)[12][13]
- Joan Conill Pí (1860-1861)[14]
- Jaume Partagàs y Ravell(1866-1867)[15]
- Joan Veguer y Flaquer (1868-1869)[16]
- Prudencio Rabell y Pubill (1876-77)[17][18]
- Narcís Gelats y Durall (1882-1883)[19]
- Prudenci Rabell y Pubill (1885-1886)
- Sebastián Figueras y Blat (1891-1893)[20]
- Prudenci Rabell y Pubill (1893-1894)
- Narcís Gelats y Durall (1917)
- Ramón J. Planiol Arcelos (1942-1949)[21]
- Josep Tous Amill (1950-1955)[22]
- Ramón J. Planiol Arcelos (1956-1971)[21]
- Jorge Oller Oller (1999-2009)[23]
- María Dolores Rosich Leal (2010-actualidad)[2]